# Manglars de Godavari-Krishna
Els manglars Godavari-Krishna són una ecoregió de manglars de la costa oriental de l'Índia.

## Ubicació i descripció
L'ecoregió abasta una superfície de 7.000 quilòmetres quadrats, en els enclavaments discontinus que s'estenen des de l'estat d'Orissa al nord fins a Tamil Nadu al sud. La comunitat més gran de manglars de l'ecoregió es troba al delta dels rius Godavari i Krishna a Andhra Pradesh; altres comunitats de manglars es troben a Point Calimere a Tamil Nadu, el llac Pulicat a Andhra Pradesh i Tamil Nadu, i els Manglars Bhitarkanika i Llac Chilika a Orissa.

## Flora

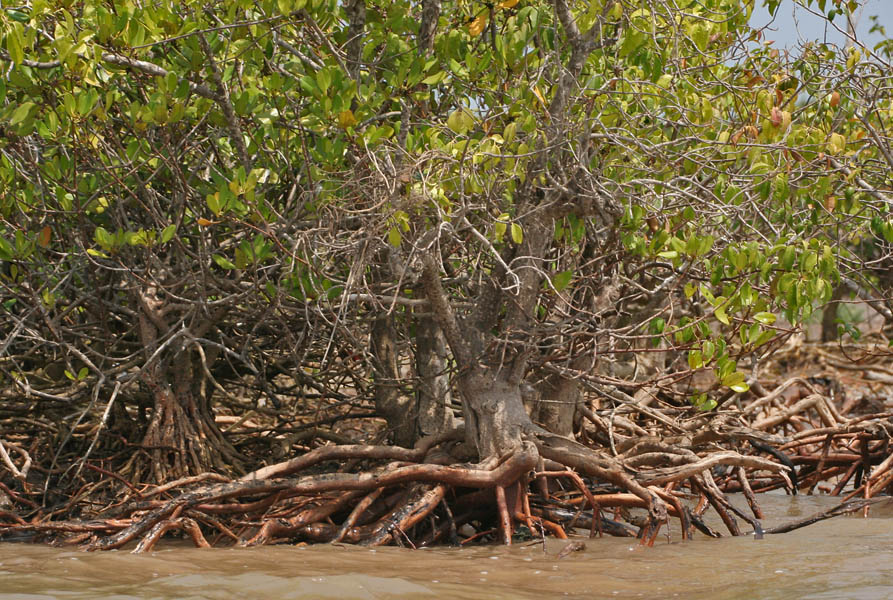
Exemplars dExcoecaria agallocha en el Santuari de Vida Salvatge del Delta del Krishna

Els mangles predominants són totes de les espècies com Avicennia marina, Suaeda spp., Rhizophora spp. i Bruguiera spp. Aquests tenen un dosser espès i un sotabosc de plantes enfiladisses i arbustos.

## Fauna
Els manglars són un hàbitat costaner important per a molta vida salvatge, com ara els cocodrils d'aigua salada que s'allotgen entre les arrels i s'alimenten de peix i d'altres espècies en aquesta càlida barreja d'aigua dolça i marina. Aquests manglars acullen molts insectes, mol·luscs, gambes, crancs i peixos, així com 140 espècies d'aus, inclosa l'amenaçada sisó emplomallat (Eupodotis indica), coneguda per les exhibicions de vols de reproducció dels mascles en forma de salts i grans comunitats d'aus aquàtiques com ara com els ardeids, els flamencs (Phoenicoptreus spp.), els pelicans bectacats (Pelecanus philippensis), els becplaners (Platalea spp.) i els tàntals de l'Índia (Mycteria leucocephala).

## Amenaces i preservació

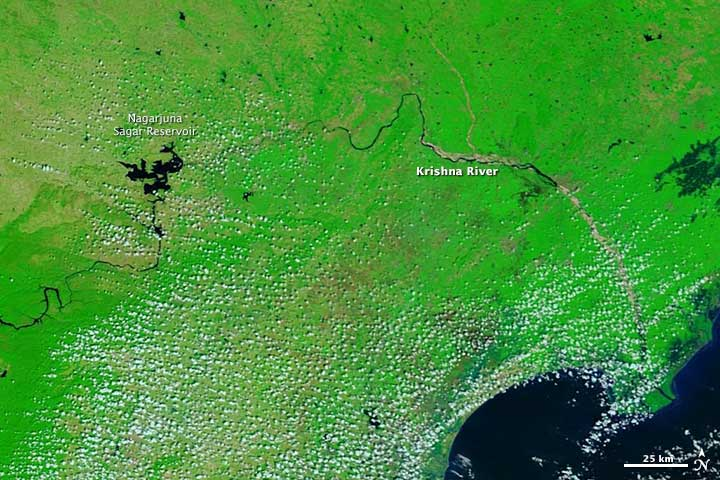
La presa per irrigació i producció d'energia elèctrica que es veu a la imatge minva el volum de sediments que necessiten els manglars.

Els manglars són vulnerables al desenvolupament costaner, incloent la cria del llagostí, i d'altres pràctiques d'agricultura que desvien l'aigua dolça en arribar a la costa i a la urbanització costanera. La majoria de manglars de la costa est de l'Índia han estat arrencats i, mentre que el 14% de l'ecoregió està sota protecció en el Santuari de Vida Salvatge i Ocells de Point Calimere, al santuari d'Ocells de l'Estany Pulicat i al Parc Nacional de Bhitarkanika, fins i tot aquestes zones no romanen estalvies d'amenaces.

### Tipus i severitat de les amenaces
A causa de les amenaces continuades per part de les activitats humanes, l'estat de conservació d'aquesta ecoregió es va canviar de perill a crític. La major part de les amenaces sobre els boscos és pel cultiu de gambes, l'agricultura, les plantacions i el desenvolupament urbà. La contaminació per escorrenties urbanes i agrícoles exerceix grans tensions en aquest delicat ecosistema i en les etapes juvenils de moltes espècies de peixos i invertebrats que utilitzen els manglars com a vivers i són altament susceptibles a canvis en la qualitat ambiental (Spalding et al. 1997).
Altres amenaces són el desviament d'aigua dolça per a l'agricultura que impedeix o redueix la renovació regular del sistema, fent que les els manglars quedin estancats. La construcció de ports i canals també redueix els fluxos d'aigua dolça, augmentant així la salinitat més enllà dels nivells de tolerància de les comunitats florals i faunals.